# Селянин Гельмбрехт
Селянин Гельмбрехт або Однодворець Гельмбрехт (нім. Meier Helmbrecht) — віршована повість Вернера Садівника (нім. Werner der Gärtner), що була написана близько 1250 року. Цей твір змальовує лицарство в часи його морального занепаду.
Твір складається з 1930 строф та вважається першим твором із селянською тематикою. 
Повість збереглась у двох манускриптах XV і XVI ст.

## Сюжет
Вернер розпочинає свою розповідь з опису оздобленої вишивкою шапки, за допомогою якої Гельмбрехт, син селянина, надіється здобути одобрення серед лицарів. Молодий Гельмбрехт не хоче жити сільським життям, а бажає стати лицарем, проте, цей порив, безумовно, безросудливий. Мати та сестра споряджають для нього дорогий одяг (порушення всіх сумптуарних законів), а батько в свою чергу, хоча й намагається відговорити сина покидати сільське життя, здобуває йому бойового коня.
Гельмбрехт легко здобуває схвалення лицарів-грабіжників та швижко стає грозою усієї компанії. Цілий рік він займається розбоєм, а тоді повертається додому, де й розповідає своїй сім'ї про зіпсованість та аморальні вчинки лицарів. Старший Гельмбрехт знову намагається переконаи сина залишитися вдома, але він тільки глузу з цієї пропозиції та знову повертається до лицарів-грабіжників, прихопивши з собою ще й сестру, яка таємно погодилась одружитись з Лемберслінтом (одним з лицарів).
Під час святкування до них несподівано навідується суддя з вішальниками, які одразу ж приміряють мотузки на шиї «лицарів». Загалом, вони повісили дев'ятьох осіб, а десятого — Гельмбрехта — вони милують, проте, через те, що він не слухався своїх батьків, його осліпляють та калічать, відрубавши йому руки та ступні. В такому плачевному стані він повертається додому, де батько відмовляється визнавати свого сина. Гельмбрехт зазнає жалюгідного існування у лісі, допоки його там не помічають селяни, яким він свого часу зробив багато лиха своїми грабунками. Розгнівавшись, вони вішають Гельмбрехта на найближчій гіляці.

## Аналіз
У поемі «Селянин Гельмбрехт» виразно просліджується християнська основа. Вернер Садівник розцінює світ на основі  «книги з книг» — Біблії.
Старший Гельмбрехт розуміє світ як вищу ідею Порядку, а у своїй сільській праці вбачає вище призначення. Син же порушує цей порядок і покидає своє сільське життя, вирішивши стати лицарем. І саме через цю зміну соціального стану, на думку Вернера, Гельмбрехта і спіткав такий плачевний кінець.
Молодий Гельмбрехт одночасно порушує і четверту заповідь Божу — «шануй батька твого та матір твою». Покарання через осліплення та каліцтво у поемі пояснюється як помста за непослух до батька і матері.
Також у творі простежується алюзія на біблійну притчу про блудного сина.